# 神韻交響楽団
神韻交響楽団（シェンユンこうきょうがくだん　英名：Shen Yun Symfony Orchestra）とは、舞台芸術団体である神韻芸術団が有するオーケストラである。神韻芸術団が毎年行っている世界公演に同行するほか、米国、台湾、日本などで単独の公演を行っている。弦楽器、管楽器および打楽器に加え、二胡、琵琶などの中国楽器が演奏に用いられる。